# Emmanuel Dekoninck
 (mars 2013).
Si vous disposez d'ouvrages ou d'articles de référence ou si vous connaissez des sites web de qualité traitant du thème abordé ici, merci de compléter l'article en donnant les références utiles à sa vérifiabilité et en les liant à la section « Notes et références ».
Emmanuel Dekoninck est un comédien et metteur en scène belge. Il a obtenu le Premier prix d’art dramatique et de déclamation du Conservatoire royal de Bruxelles en juin 1998.
Il est depuis le 1er septembre 2021 le directeur du centre scénique régional LE VILAR à Louvain-La-Neuve.

## Biographie
Après des études au Conservatoire de Bruxelles, Emmanuel Dekoninck joue dans une quarantaine de pièces classiques et contemporaines.

## Récompenses et distinctions
- Prix Bernard Decoster, 1997-1998
- Prix de l’union des artistes, 1997-1998
- Prix du théâtre du meilleur jeune espoir masculin, 2000 (Pour le rôle de Colin dans L’Ecume des jours de Boris Vian au Rideau de Bruxelles)
- Prix Jacques Huisman, 2009 [3]
- Prix de la Plume de paon pour l’audiolivre « 1Q84 » de Haruki Murakami chez Audiolib, 2013

## Théâtre

### Metteur en scène
- 2019 Hamlet, d’après Shakespeare, Création à l’Atelier Théâtre Jean Vilar, tournée en Wallonie en avril 2020.
- 2018 Le Prince de Danemark, conception, écriture et mise en scène. 200 représentations en écoles en Wallonie et à Bruxelles en 2018, 2019 et 2020.
- 2018 Des yeux de verre, de Michel Marc Bouchard, Création au théâtre Le Public à Bruxelles.
- 2017 La solitude du Mammouth, de et avec Geneviève Damas. Création au festival de Spa, tournées en 2017-2018 et 2018-2019, 2019-2020.
- 2017 Tableau d'une exécution, de Howard Barker. Création au Théâtre royal de Namur et en mai 2017 au Théâtre de Poche à Bruxelles.
- 2015 ALIVE, écriture, jeu et mise en scène. Création au Théâtre de la place des Martyrs.Tournées en 2016-2017, 2017-2018 et 2018-2019.
- 2014 La Dispute, de Marivaux Représentations à Namur et Charleroi pour le Théâtre de l’Escalier, puis en tournée. Reprise en 2015-2016.
- Frankenstein ou le Prométhée moderne, adapté du roman de Mary Shelley par Stefano Massini à l'Abbaye de Villers-la-Ville en été 2013.
- Aura Popularis de Dominique Bréda en mars 2013 au Centre Culturel des Riches Claires
- L’Ecume des jours, adapté du roman de Boris Vian, 60 dates en tournée et à l’Atelier 210 et à la Comédie Claude Volter en septembre, octobre, novembre, décembre 2011 et en tournée et au Marni en novembre 2013
- Peter Pan, adapté du scénario de Régis Loisel à l’Atelier 210 en décembre 2008 et janvier 2009 et sur le site de Tour et Taxis en août et septembre 2009
- Le Laboratoire des Hallucinations de Nils Olsen à l’Atelier 210 en mai 2006

#### Assistant à la mise en scène
- L’Opéra de quat’sous de Bertolt Brecht à la Comédie Française (Paris) mise en scène Laurent Pelly en janvier 2011.
- Dom Juan de Molière
- Roi Lear de William Shakespeare
- Le Maître et Marguerite de Boulgakov mis en scène par Daniel Scahaise au Théâtre de la Place des Martyrs.

#### Adaptations théâtrale
- Hamlet (d’après Shakespeare) 2019
- La Dispute (d’après Marivaux et Sade) 2014
- L’Écume des jours (d’après Boris Vian) 2011
- Peter Pan (d’après Loisel) 2008
- Le Laboratoire des hallucinations (d’après André de Lorde) 2006

#### Ecriture de pièces de théâtre
- 284 minutes d’amour avant l’Apocalypse, 2020
- Le Prince de Danemark, 2018
- ALIVE, 2015

#### Livre
- Pourquoi le théâtre ? À l’attention de ceux qui s’en fichent complètement, illustré par Fabienne Loodts, édité et distribué à 12 000 exemplaires. 2018

### Compositions des musiques
- Les Héros de mon enfance de Michel Tremblay, spectacle musical créé au Centre culturel des Riches Claires (mise en scène de Jean-Michel Flagothier) repris à l’Espace Delvaux (mise en scène de Marie-Paule Kumps)
- L’opéra des gueux, spectacle musical créé à Avignon et repris à l’XL Théâtre et en tournée (mise en scène de Bernard Damien)

### Comédien
Saison 2018-2019
- ALIVE de et avec Emmanuel Dekoninck, Gilles Masson et Benoît Verhaert  (rôles multiples) en reprise.
- Le Prince de Danemark, 100 représentations dans les écoles de la FWB.

Saison 2017-2018
- ALIVE de et avec Emmanuel Dekoninck, Gilles Masson et Benoît Verhaert, (rôles multiples)  en tournée.
- Le Prince de Danemark, (rôles multiples) 100 représentations dans les écoles de la Fédération Wallonie-Bruxelles.

Saison 2016-2017
- ALIVE de et avec Emmanuel Dekoninck, Gilles Masson et Benoît Verhaert, (rôles multiples) en tournée Asspropro.

Saison 2015-2016
- ALIVE de et avec Emmanuel Dekoninck, Gilles Masson et Benoît Verhaert, (rôles multiples)  en reprise.
- Les Lois fondamentales de la stupidité humaine d’après Carlo Cipolla, (rôles multiples) mise en scène Marc Weiss, en tournée.
- New York de Dominique Bréda, (le chef de gare), en reprise et en tournée

Saison 2014-2015
- Les lois fondamentales de la stupidité humaine d’après Carlo Cipolla, (rôles multiples), en tournée.
- New York de Dominique Bréda, (le chef de gare), en reprise.

Saison 2013-2014
- Les lois fondamentales de la stupidité humaine d'après Carlo Cipolla, (rôles multiples) en création au Théâtre de la place des Martyrs.
- New York de Dominique Bréda, (le chef de gare), en tournée.

Saison 2012-2013
- New York, reprise en tournée.
- Mirroirs de Fernando Pessoa, adapté par Paul Emond. Mise en scène : Elvire Brison. Au Théâtre de la Place des Martyrs.

Saison 2011-2012
- Amen ou Le Vicaire de Rolf Hochhuth. Rôle de Witsel. Mise en scène : Jean-Claude Idée. Au Théâtre des Galeries.
- Le Cas Jekyll de Christine Montalbetti. Monologue rôle de Jekyll. Mise en scène : Elvire Brison. Au Théâtre de la Place des Martyrs.
- New York, reprise en tournée.

Saison 2010-2011
- Roméo et Juliette de Shakespeare. Rôle de Benvolio. Mise en scène : George Lini. Au Théâtre des Galeries.
- Ciel de lit de Jan de Hartog. Rôle de « Lui ». Mise en scène : Michelle Fire. À la Comédie Claude Volter.
- New York de Dominique Bréda. Rôle du chef de gare. Mise en scène : Dominique Bréda. Au Centre culturel des Riches Claires.

Saison 2009-2010
- Rosencrantz et Guildenstern sont morts de Tom Stoppard. Rôle de Guildenstern. Mise en scène : Daniel Scahaise. Au Théâtre de la Place des Martyrs.
- En attendant Godot de Samuel Beckett. Rôle de Luky. Mise en scène : Elvire Brison. Au Théâtre de la Place des Martyrs.
- Les Diablogues de Dubillard. Rôles multiples. Mise en scène : Eric De Staercke. Au Théâtre de la Place des Martyrs.

Saison 2008-2009
- Lorenzaccio d'Alfred de Musset. Rôle de Lorenzo. Mise en scène : Daniel Scahaise. Au Théâtre de la Place des Martyrs.
- Les Chemins de fer d'Eugène Labiche. Rôle de Jules Mésange. Mise en scène : Daniel Scahaise. Au Théâtre de la Place des Martyrs.

Saison 2007-2008
- Six personnages en quête d'auteur de Pirandello. Rôle du Fils. Mise en scène : Daniel Scahaise. Au Théâtre de la Place des Martyrs.
- Sur les traces de Siddharta d’après le livre de Thích Nhất Hạnh. Mise en scène : Christine Delmotte. Au Théâtre de la Place des Martyrs.

Saison 2006-2007
- Antoine et Cléopâtre de Shakespeare. Rôle de Octave César. Mise en scène : Daniel Scahaise Au Théâtre de la Place des Martyrs.
- Don Juan et Faust de Dietrich Grabbe. Rôle du Diable. Mise en scène : Elvire Brison. Au Théâtre de la Place des Martyrs.
- Il ne faut jurer de rien de Musset. Rôle de l’Abbé. Mise en scène : Pierre Fox. Au Théâtre du Parc.
- La Cuisine de Arnold Wesker. Rôle de Paul. Mise en scène : Daniel Scahaise. Au Théâtre de la Place des Martyrs.

Saison 2005-2006
- L’opéra des gueux, reprise à l’XL Théâtre.
- Le chant du dire dire de Daniel Danis. Rôle de William. Mise en scène : Hélène Theunissen. Au Théâtre de la Place des Martyrs et au Festival de Théâtre de Spa. Spectacle nommé au Prix du Théâtre.
- Les Liaisons dangereuses de Choderlos de Laclos. Rôle du chevalier Danceny. Mise en scène : Daniel Scahaise. Au Théâtre de la Place des Martyrs.

Saison 2004-2005
- Le Mariage de Figaro de Beaumarchais. Rôle de Cherubin. Mise en scène : Daniel Scahaise. Au Théâtre de la Place des Martyrs.
- L’opéra des gueux, reprise en tournée
- Haute surveillance de Jean Genet. Rôle de Maurice. Mise en scène : Claude Enuset. Au Théâtre de la Place des Martyrs.
- Le Baladin du monde occidental de John Millington Synge. Rôle de Shawn Kheo. Mise en scène : Marcel Delval. Au Théâtre de la Place des Martyrs.

Saison 2003-2004
- Hamlet de William Shakespeare. Rôle de Hamlet. Mise en scène : Daniel Scahaise. Au Théâtre de la Place des Martyrs.
- L’opéra des gueux de John Gay. Rôle de Macheat et composition des musiques du spectacle. Mise en scène : Bernard Damien. À Avignon et à l’XL Théâtre.
- Les Fourberies de Scapin de Molière. Rôle d’Octave. Mise en scène : Pierre Fox. Au Théâtre du Parc.
- Le comte de Monte-Cristo d'Alexandre Dumas, rôle de Albert de Morcerf. Mise en scène : Daniel Scahaise. Au Théâtre de la Place des Martyrs.

Saison 2002-2003
- Le Horla de Guy de Maupassant. Rôle de Guy. Mise en scène : Bernard Damien. À l’XL Théâtre.
- Sur la route de Los Angeles de John Fante. Seul en scène. Mise en scène : Jean-Henri Compère. Au Théâtre de la Place des Martyrs.
- L’opéra des gueux de John Gay. Rôle de Macheat. Mise en scène : Bernard Damien. Au Festival d’Avignon.

Saison 2001-2002
- La Mouette de Anton Tchekov. Rôle de Treplev. Mise en scène : Bernard Damien. Au Théâtre des Galeries.
- L'Écume des jours de Boris Vian (reprise). Rôle de Colin. Mise en scène : Bernard Damien. En tournée France, Belgique et au Rideau de Bruxelles.
- Les Héros de mon enfance de Michel Tremblay. Rôle du Loup. Mise en scène : Jean-Michel Flagothier. Au Centre culturel de Riches Claires.
- Terminus de Daniel Keene. Rôle du flic. Mise en scène : Marcel Delval. Au Théâtre de la Place des Martyrs.

Saison 2000-2001
- L'Écume des jours de Boris Vian (reprise). Rôle de Colin. Mise en scène : Bernard Damien en tournée et au Rideau de Bruxelles.
- The Dumb Waiter de Harold Pinter. Rôle de Gus. Mise en scène : Alexandre Crépet et Itsik Elbaz à La Soupape (café-théâtre à Bruxelles).
- Mort sur le Nil d’Agatha Christie. Rôle de Jim Ferguson. Mise en scène : Bernard Damien. Au Théâtre des Galeries.
- L’Atelier de Jean-Claude Grumberg. Rôle de Jean. Mise en scène : Thierry Debroux. Au Théâtre de la Place des Martyrs.

Saison 1999-2000
- Jules César de William Shakespeare. Rôle de Lucius. Mise en scène : Daniel Scahaise. Au Théâtre de la Place des Martyrs.
- L'Écume des jours de Boris Vian. Rôle de Colin. Mise en scène : Bernard Damien en tournée et au Rideau de Bruxelles.
- La Dispute de Marivaux. Rôle de Mesrin. Mise en scène : Hélène Theunissen. Au Théâtre de la Place des Martyrs.
- Le Bruxelles des poètes. Mise en scène : Charles Kleinberg. À l’Hôtel de ville de Bruxelles.

Saison 1998-1999
- Les Trois Mousquetaires d'Alexandre Dumas. Mise en scène : Daniel Scahaise. En tournée et au Théâtre de la Place des Martyrs.
- La Mégère apprivoisée de Shakespeare. Rôle de Biondello. Mise en scène : Daniel Scahaise. Au Théâtre de la Place des Martyrs.
- Impro X, spectacle d’improvisation au Sparow
- La Vie de Galilée de Bertolt Brecht. Rôle de Côme de Medicis. Mise en scène : Daniel Scahaise. Au Théâtre de la Place des Martyrs.
- Biedermann et les incendiaires de Max Frisch. Rôle du chœur des pompiers. Mise en scène : Thierry Debroux. Au Théâtre de la Place des Martyrs.

Saison 1997-1998
- Les Idiots de Claudine Galéa. Rôles de Dean et Chris. Mise en scène : Bernard Beuvelot. En tournée en France et en Belgique.
- Figaro divorce de Ôdon von Horvath. Divers rôles. Mise en scène Bernard Damien. À l’XL Théâtre.

## Livres audio
- Les Enfants de la liberté[4], de Marc Levy (Audiolib, 2008)
- Millénium 1 : Les Hommes qui n'aimaient pas les femmes[5], de Stieg Larsson (Audiolib, 2008)
- Millénium 2 : La Fille qui rêvait d'un bidon d'essence et d'une allumette[6], de Stieg Larsson (Audiolib, 2008)
- Millénium 3 : La Reine dans le palais des courants d'air [7], de Stieg Larsson  (Audiolib, 2008)
- Meurtre dans un jardin indien[8], de Vikas Swarup (Audiolib, 2010)
- Charly 9[9], de Jean Teulé (Audiolib, 2011)
- 1Q84. Livre 1, Avril-juin[10], de Haruki Murakami (Audiolib, 2012) - Conarrateur.
- 1Q84. Livre 2, Juillet-septembre[11], de Haruki Murakami  (Audiolib, 2012) - Conarrateur.
- 1Q84. Livre 1, Avril-juin[12], de Haruki Murakami (Audiolib, 2012) - Conarrateur.
- Gatsby le Magnifique[13], de F. Scott Fitzgerald (Audiolib, 2013)
- Puzzle[14], de Franck Thilliez (Audiolib, 2014)
- Cœur de cristal[15], de Frédéric Lenoir (Audiolib, 2014)
- Les confessions d'un enfant du siècle de Musset pour musique 3
- la mer sans étoiles Erin morgenstern LIZZIE
- Star Wars : Épisode I : La Menace Fantôme[16], de Terry Brooks (Lizzie, 2021)
- Star Wars : La Haute République : La Lumière des Jedi[17], de Charles Soule (Lizzie, 2022)
- Star Wars : Épisode II : L'attaque des Clones[18], de Robert Anthony Salvatore (Lizzie, 2022)

## Doublage

### Cinéma

#### Films
- Lucas Reiber dans :
  - Un prof pas comme les autres (2013) : Etienne
  - Un prof pas comme les autres 2 (2015) : Etienne
  - Un prof pas comme les autres 3 (2017) : Etienne

- 2005 : Dirty Love : Mike (Colby Donaldson)
- 2007 : Crows Zero : Go Mikami (Hisato Izaki)
- 2009 : I Love You, Beth Cooper : Denis « The Penis » Cooverman (Paul Rust)
- 2011 : Margaret : Paul Hirsh (Kieran Culkin)
- 2011 : Les Boloss : Jay Cartwright (James Buckley)
- 2012 : The First Time : Simon Daldry (Craig Roberts)

#### Films d’animation
- 2008 : Sky Crawlers, l'armée du ciel : Aihara et Aizu Yudagawa
- 2010 : Beyblade, le film : Tobio Oike
- 2012 : Barbie : La Princesse et la Popstar : Seymour Crider
- 2017 : My Little Pony, le film : Grubber, Boyle (voix chantée) et First Mate Mullet (voix chantée)

### Télévision

#### Téléfilms
- Kent Boyd dans :
  - Teen Beach Movie (2013) : Rascal
  - Teen Beach 2 (2015) : Rascal

#### Séries télévisées
- 2004 : Fréquence 4 : Fede (Federico Di Iorio)
- 2006-2008 : Family Mix : Costa Papavassilou (Arnel Taci) (46 épisodes)
- 2007-2008 : Le Monde de Patricia : Matias Beltran (Gastón Soffriti) (163 épisodes)
- 2008 : Britannia High : Jez Tyler (Matthew James Thomas) (9 épisodes)
- 2008-2010 : Les Boloss : Loser attitude : Jay Cartwright (James Buckley) (18 épisodes)
- 2009-2011 : Misfits : Nathan Young (Robert Sheehan) (14 épisodes)
- 2009-2011 : Les Vies rêvées d'Erica Strange : Leo Strange (Devon Bostick) (17 épisodes)
- 2009-2015 : Community : Abed Nadir (Danny Pudi) (110 épisodes)
- 2011-2015 : Tatami Academy : Rudy Gillepsie (Jason Earles) (84 épisodes)
- 2013 : Violetta : Dionisio « DJ » Juárez (Gerardo Velazquez) (saison 2, épisode 6)
- 2013 : Alerte Cobra : Sven Wegener (Arndt Schwering-Sohnrey) (saison 19, épisode 3)
- 2014-2016 : Gomorra : O'Track (Carmine Monaco) (16 épisodes)
- 2016-2018 : Soy Luna : Ramiro Ponce (Jorge López Astorga) (220 épisodes)

#### Séries d'animation
- 2002 : Clone High : interprète du générique
- 2002-2003 : Mew Mew Power : Dren/Kisshu
- 2003-2004[19] : Pichi Pichi Pitch : La Mélodie des Sirènes : Kaito Domoto
- 2005 : Gun X Sword : Klatt
- 2005-2006 : Eureka Seven : Maître Norm jeune et William Baxter
- 2006 : Air Gear : Itsuki « Ikki » Minami
- 2006 : Ayakashi: Japanese Classic Horror : Kokichi
- 2007-2008 : Mila, raconte mille et une histoires : divers personnages
- 2008 : Wolverine et les X-Men : le Crapaud
- 2009 : Yu-Gi-Oh! 5D's : Breo
- 2009-2010 : Linus et Boom : Cornell Thomas
- 2009-2011 : Huntik : À la recherche des Titans : Lok Lambert
- 2009-2012 : Beyblade Metal : Tobio Oike
- 2009-2014 : Fanboy et Chum Chum : Lenny
- 2010 : Highschool of the Dead : Kōta Hirano
- 2010-2017 : Regular Show : Mordecai
- 2012-2013 : Tron : La Révolte : Zed
- 2012-2015 : Randy Cunningham, le ninja : le directeur du collège
- 2012-2017 : Ultimate Spider-Man : Danny Rand / Point d'acier
- 2012-2018 : Princesse Sofia : Ambroise, le corbeau
- 2014-2017 : Shérif Callie au Far West : l'adjoint Peck
- 2014-2018 : Clarence : Clarence Wendle

#### Émission
- 2005-2008 : Johnny et les petits lutins (en) : Johnny (John Tartaglia)
- 2007-2015: Yo Gabba Gabba!: Plex